# 黑帶密光鰓魚
黑帶密光鰓魚（学名：Pycnochromis retrofasciatus），又稱黑帶光鰓雀鯛，俗名為厚殼仔，為輻鰭魚綱鱸形目隆頭魚亞目雀鯛科的其中一種。

## 分布
本魚分布於西太平洋區，包括印尼、台灣、日本、中國、菲律賓、澳洲北部、密克羅尼西亞、索羅門群島、斐濟、馬里亞納群島、帛琉、馬紹爾群島、新喀里多尼亞等海域。

## 深度
水深5至56公尺。

## 特徵
本魚魚體後端有條明顯的黑色橫帶，此橫帶並延伸至背鰭及臀鰭上，此外身上無其他斑紋，在此黑帶前的魚體為淡黃色，橫帶之後則全為白色，腹鰭、臀鰭白色。另尾鰭下葉各有2條延長的鰭條突出。背鰭硬棘12枚；軟條12至13枚；臀鰭硬棘2枚；軟條12至13枚。體長可達7公分。

## 生態
本魚棲息在較深水域的珊瑚叢上，很少遠游，多半獨居或一小群一起活動。其食性包括浮游生物及藻類。

## 經濟利用
體型小，顏色鮮艷，極適合作觀賞魚。